# Eretria-Maler

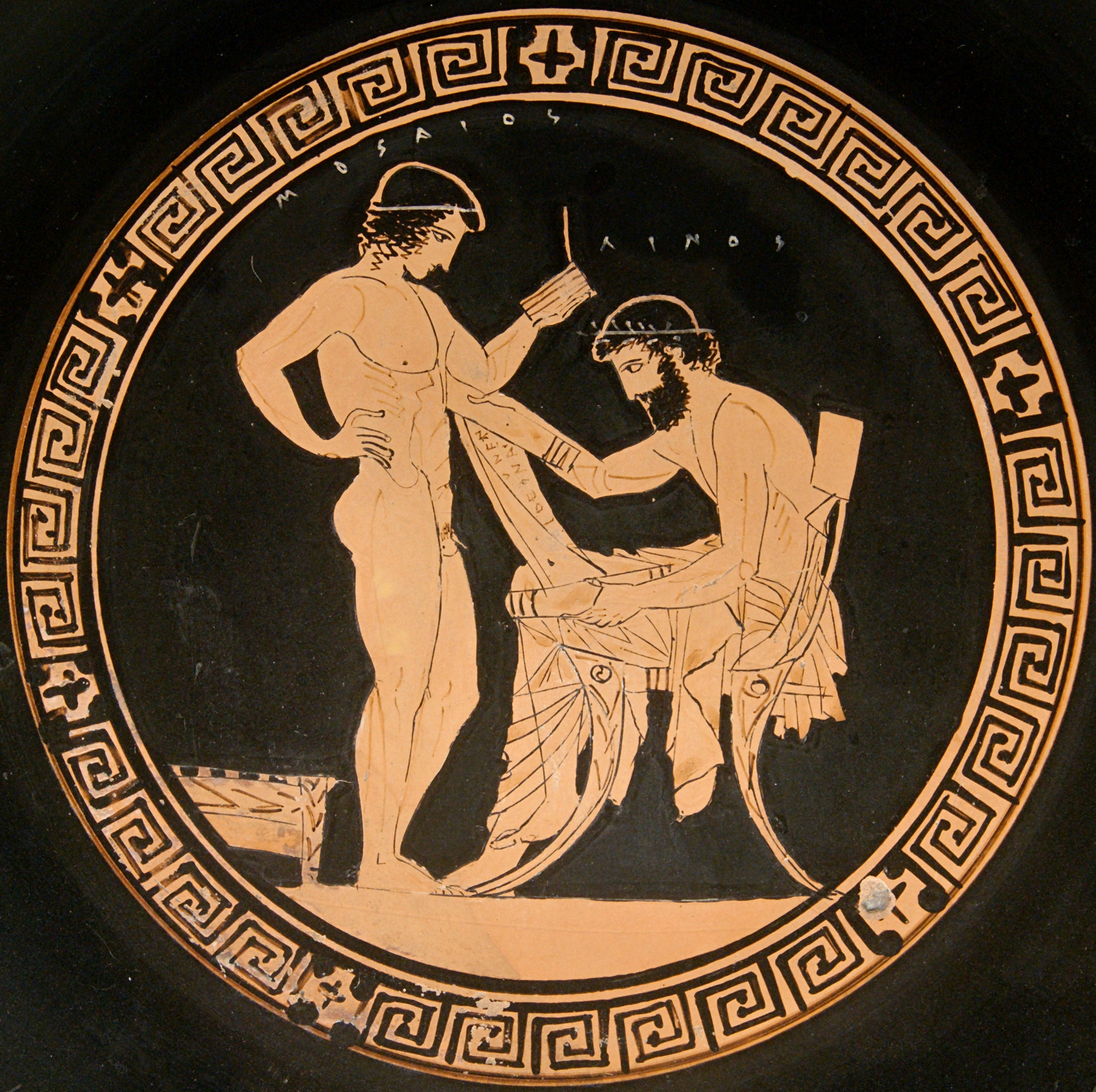
Linos und Mousaios auf dem Tondo eines Kylix, um 440/435 v. Chr.

Der Eretria-Maler ist ein anonymer Maler des attisch-rotfigurigen Stils. Er arbeitete im letzten Viertel des 5. Jahrhunderts v. Chr. Der Notname „Eretria-Maler“ geht auf ein in der Stadt Eretria gefundenes Epinetron (Namenvase) zurück.
Der Eretria-Maler gilt als Zeitgenosse des Schuwalow-Malers und als interessantester Schalenmaler seiner Zeit, obwohl er einige seiner besten Arbeiten auf Oinochoen und bauchigen Lekythen gefertigt hat. Seine Bilder zeigen häufig vielfigurige Szenen, in denen sich die Figurengruppen auf der gesamten Fläche bewegen. Außerdem verzierte er Gefäße wie figurenförmige Vasen und Kopf-Kantharoi. So ungewöhnlich seine Bildträger sein mögen, so gängig sind seine Bildthemen: Athleten, Satyrn und Mänaden sowie mythologische Szenen. Zudem zeigt er einige sorgfältige Studien mit Frauen. Der Eretria-Maler arbeitete auch weißgrundig. Auf einer Lekythos in New York ist eine der weißgrundigen Malerei angemessene Bestattungsszene gezeigt: Achilleus trauert um Patroklos und die Nereiden bringen ihm neue Waffen. Mit seinem detailfreudigen und raffinierten Zeichenstil beeinflusste er zahlreiche nachfolgende Maler, namentlich den Meidias-Maler und dessen Kreis.